# Gerhard Vogel (Schriftsteller)
Gerhard Vogel (* 20. Juni 1921 in Stolzenberg/Landkreis Gera; † 28. Januar 2012) war  ein deutscher Schriftsteller.

## Leben
Gerhard Vogel wuchs auf dem elterlichen Gut auf. Er nahm als Soldat der Wehrmacht am Zweiten Weltkrieg teil und geriet in Kriegsgefangenschaft. Nach seiner Rückkehr nach Deutschland wurde er 1945 in der Sowjetzone zum „Neulehrer“ ausgebildet. 
Ab 1946 war er Lehrer an einer Schule in Lumpzig bei Schmölln in Thüringen und von 1974 bis 1986 an einer Polytechnischen Oberschule in Jürgenstorf. Nach seiner Pensionierung lebte er ab 2000 in einer Seniorenresidenz in Waren. Seit 2006 war er in Neubrandenburg ansässig. 
Gerhard Vogel war Verfasser einer Reihe von Kinderbüchern, die meist in Zusammenarbeit mit seiner Ehefrau Christiane Vogel entstanden. Daneben lieferte er Beiträge für den Rundfunk. Seit 1961 gehörte Vogel dem Schriftstellerverband der DDR an.

## Werke
- Das Hochzeitsbier und andere Erzählungen, Weimar 1956 (zusammen mit Christiane Vogel)
- Sumroo, Weimar 1956 (zusammen mit Christiane Vogel)
- Marlies und Gerlinde, Weimar 1959
- Unternehmen Rotauge, Weimar 1960 (zusammen mit Christiane Vogel)
- Das Versteck im Starkasten, Berlin 1962
- Blase und Bläschen, Weimar 1963 (zusammen mit Christiane Vogel)
- Feuer, Wasser, Wolkenbruch, Weimar 1966 (zusammen mit Christiane Vogel)
- Leben nach der Uhr, Berlin 1987 (zusammen mit Christiane Vogel)
- Überfall vor Mitternacht, Berlin 1989 (zusammen mit Christiane Vogel)